# Liste rouge des plantes de Suisse
La liste rouge des plantes de Suisse est une liste établie au niveau national et régional ayant pour but de montrer la situation actuelle de menace pesant sur les espèces. Cette liste est réalisée et publiée par l'Office fédéral de l’environnement, des forêts et du paysage (OFEFP) en 2002. Elle constitue la partie suisse de la liste rouge de l'UICN. Depuis 2011, Info Flora effectue la révision de cette liste rouge sur mandat de l'Office fédéral de l'environnement (OFEV).

## Characeae[3]

### Taxons en danger critique (CR)
- Chara polyacantha
- Chara tenuispina
- Nitella tenuissima
- Nitella flexilis

### Taxon en danger (EN)
- Chara intermedia
- Chara strigosa
- Nitella gracilis
- Nitella mucronata
- Nitella syncarpa
- Tolypella glomerata

### Taxons vulnérables (VU)
- Chara aspera
- Chara delicatula
- Chara hispida
- Chara vulgaris
- Nitella opaca
- Chara tomentosa

## Lichens[4]

### Taxons en danger critique (CR)
- Anaptychia bryorum
- Arthonia faginea
- Arthonia reniformis
- Bacidia biatorina
- Bacidia fraxinea
- Biatoridium delitescens
- Buellia triphragmioides
- Catinaria papillosa
- Cetrelia chicitae
- Cheiromycina flabelliformis
- Chromatochlamys muscorum
- Cladonia incrassata
- Cladonia polycarpoides
- Cladonia portentosa
- Cladonia stygia
- Collema fragrans
- Collema furfuraceum
- Collema occultatum
- Dactylina ramulosa
- Heterodermia obscurata
- Heterodermia speciosa
- Lecania koerberiana
- Leptogium burnetiae
- Maronea constans
- Massalongia carnosa
- Mycoblastus caesius
- Opegrapha ochrocheila
- Pachyphiale ophiospora
- Parmelia reticulata
- Pertusaria oculata
- Phaeophyscia hispidula
- Ramalina sinensis
- Rinodina sheardii
- Rinodina ventricosa
- Schismatomma graphidioides
- Sphaerophorus melanocarpus
- Stereocaulon glareosum
- Stereocaulon incrustatum
- Sticta fuliginosa
- Sticta limbata
- Strangospora deplanata
- Strigula mediterranea
- Thelenella modesta
- Usnea longissima
- Usnea cornuta

### Taxon en danger (EN)
- « aff. Biatoraareolata areolata »
- Agonimia octospora
- Arthonia apatetica
- Arthonia dispersa
- Arthonia fuliginosa
- Arthonia vinosa
- Arthrosporum populorum
- Bacidia circumspecta
- Bacidia hegetschweileri
- Bacidia laurocerasi
- Bacidia rosella
- « Bacidia sp. 1 »
- Biatora ocelliformis
- Biatora rufidula
- Bryoria nadvornikiana
- « Bryoria sp. »
- Buellia alboatra
- Buellia epigaea
- Byssoloma marginatum
- Calicium adaequatum
- Caloplaca chrysophthalma
- Caloplaca flavorubescens
- Caloplaca lucifuga
- Caloplaca pollinii
- Candelariella subdeflexa
- Catillaria alba
- Cetraria oakesiana
- Cetraria sepincola
- Cetrelia olivetorum
- Chaenotheca chlorella
- Chaenotheca hispidula
- Chaenotheca laevigata
- Cladonia ciliata
- Cladonia furcata
- Cladonia rangiformis
- Cladonia strepsilis
- Cliostomum pallens
- Cliostomum leprosum
- Collema fasciculare
- Collema ligerinum
- Collema subflaccidum
- Cyphelium lucidum
- Cyphelium pinicola
- Dimerella lutea
- Fellhaneropsis myrtillicola
- Fulgensia subbracteata
- Graphis elegans
- Gyalecta flotowii
- Gyalecta peziza
- Gyalecta ulmi
- Hypocenomyce friesii
- Lecania fuscella
- Lecanora cinereofusca
- Lecanora leptacina
- Lecidea betulicola
- Leptogium hildenbrandii
- Leptogium teretiusculum
- Lobaria amplissima
- Lobaria scrobiculata
- Megalospora pachycarpa
- Nephroma laevigatum
- Ochrolechia pallescens
- Ochrolechia subviridis
- Pachyphiale carneola
- Pannaria conoplea
- Parmelia minarum
- Parmelia laciniatula
- Parmelia laevigata
- Parmelia septentrionalis
- Parmotrema stuppeum
- Pertusaria pertusa
- Pertusaria borealis
- Pertusaria flavida
- Pertusaria hemisphaerica
- Pertusaria multipuncta
- Pertusaria pustulata
- Pertusaria sommerfeltii
- Phaeophyscia insignis
- Physcia clementei
- Ramalina dilacerata
- Ramalina panizzei
- Ramalina roesleri
- Ramalina thrausta
- Rinodina colobina
- Rinodina isidioides
- Rinodina plana
- Rinodina roboris
- Scoliciosporum pruinosum
- Solorinella asteriscus
- Thelopsis flaveola
- Thelopsis rubella
- Usnea florida
- Usnea glabrata
- Usnea madeirensis
- Usnea wasmuthii
- Zamenhofia hibernica

### Taxons vulnérables (VU)
- Acarospora schleicheri
- « aff. Lecaniacyrtellina cyrtellina »
- « aff. Pyrrhosporaquernea quernea »
- Anaptychia ciliaris
- Anaptychia crinalis
- Arthonia byssacea
- Arthonia leucopellaea
- Bacidia incompta
- Bactrospora dryina
- Bryoria bicolor
- Buellia elegans
- Buellia erubescens
- Calicium adspersum
- Calicium lenticulare
- Calicium parvum
- Calicium quercinum
- Caloplaca alnetorum
- Caloplaca assigena
- Caloplaca obscurella
- Candelariella viae-lacteae
- Catapyrenium daedaleum
- Catillaria pulverea
- Catolechia wahlenbergii
- Cetraria laureri
- Chaenotheca phaeocephala
- Chaenotheca subroscida
- Cladonia acuminata
- Cladonia caespiticia
- Cladonia cariosa
- Cladonia cervicornis
- Cladonia decorticata
- Cladonia foliacea
- Cladonia rei
- Cladonia stellaris
- Collema nigrescens
- Cyphelium karelicum
- Eopyrenula leucoplaca
- Fellhanera gyrophorica
- Fellhanera subtilis
- Fellhaneropsis vezdae
- Fulgensia desertorum
- Fulgensia fulgens
- Fuscidea arboricola
- Gyalecta foveolaris
- Gyalecta truncigena
- Heppia adglutinata
- Hypocenomyce praestabilis
- Hypogymnia vittata
- Japewia subaurifera
- Lecanactis abietina
- Lecanora vinetorum
- Lecidea erythrophaea
- Lecidea margaritella
- Lecidella laureri
- Leprocaulon microscopicum
- Leptochidium albociliatum
- Leptogium cyanescens
- Lobaria pulmonaria
- Lopadium disciforme
- Loxospora cismonica
- Macentina stigonemoides
- Menegazzia terebrata
- Micarea adnata
- Micarea coppinsii
- « Micarea sp. 1 »
- Moelleropsis nebulosa
- Mycobilimbia carneoalbida
- Mycobilimbia sphaeroides
- Mycoblastus affinis
- Nephroma expallidum
- Nephroma resupinatum
- Ochrolechia szatalaensis
- Pachyphiale fagicola
- Parmelia sinuosa
- Parmelia taylorensis
- Parmotrema arnoldii
- Parmotrema chinense
- Parmotrema crinitum
- Peltigera kristinsonii
- Pertusaria coccodes
- Pertusaria alpina
- Pertusaria constricta
- Pertusaria coronata
- Pertusaria ophthalmiza
- Phaeophyscia poeltii
- Physcia vitii
- Polychidium muscicola
- Ramalina fastigiata
- Ramalina obtusata
- Rinodina conradii
- Rinodina efflorescens
- Rinodina mucronatula
- Rinodina polysporoides
- Schismatomma decolorans
- Sclerophora nivea
- Scoliciosporum curvatum
- Sphaerophorus globosus
- Squamarina lentigera
- Stereocaulon capitellatum
- Stereocaulon rivulorum
- Sticta sylvatica
- Strangospora ochrophora
- Strangospora pinicola
- Strigula glabra
- Strigula jamesii
- Thelotrema lepadinum
- Toninia coelestina
- Toninia opuntioides
- Toninia physaroides
- Toninia tristis
- Trapelia corticola
- Usnea ceratina
- Usnea fulvoreagens
- Usnea glabrescens
- Usnea rigida
- Vezdaea stipitata

## Bryophyta[5]

### Taxons en danger critique (CR)
- Acaulon muticum
- Aloina aloides
- Archidium alternifolium
- Barbula revoluta
- Barbula vinealis vinealis
- Brachydontium trichodes
- Brachythecium geheebii
- Bryum gemmiparum
- Bryum mildeanum
- Bryum neodamense
- Bryum versicolor
- Cephaloziella elegans
- Cinclidotus mucronatus
- Desmatodon cernuus
- Desmatodon systylius
- Dicranodontium asperulum
- Dicranodontium uncinatum
- Drepanocladus sendtneri
- Encalypta affinis affinis
- Encalypta longicolla
- Ephemerum cohaerens
- Ephemerum recurvifolium
- Frullania parvistipula
- Funaria microstoma
- Funaria muhlenbergii
- Funaria obtusa
- Funaria pulchella
- Geocalyx graveolens
- Hygrohypnum cochlearifolium
- Jamesoniella undulifolia
- Mannia androgyna
- Marsupella revoluta
- Neckera menziesii
- Neckera pennata pennata
- Orthothecium chryseon
- Orthotrichum microcarpum
- Orthotrichum scanicum
- Orthotrichum stellatum
- Orthotrichum urnigerum
- Phascum floerkeanum
- Philonotis marchica
- Plagiobryum demissum
- Pogonatum nanum
- Pottia bryoides
- Pseudoleskea artariae
- Pterygoneurum lamellatum
- Rhynchostegiella curviseta
- Riccia bifurca
- Riccia cavernosa
- Scapania gymnostomophila
- Scorpidium turgescens
- Seligeria brevifolia
- Tetraplodon urceolatus
- Thuidium virginianum
- Tortula canescens
- Tortula laevipila
- Tortula obtusifolia
- Tortula sinensis
- Ulota coarctata
- Ulota rehmannii macrospora
- Weissia rutilans

### Taxon en danger (EN)
- Anastrophyllum assimile
- Anastrophyllum hellerianum
- Anoectangium hornschuchianum
- Anthelia julacea julacea
- Bryoerythrophyllum rubrum
- Bryum muehlenbeckii
- Buxbaumia aphylla
- Campylium polygamum
- Campylopus subulatus
- Campylostelium saxicola
- Cephalozia leucantha
- Cephaloziella hampeana
- Cinclidotus aquaticus
- Ctenidium procerrimum
- Cynodontium gracilescens
- Cyrtomnium hymenophylloides
- Dicranella cerviculata
- Dicranella grevilleana
- Dicranum flagellare
- Ditrichum pallidum
- Ditrichum pusillum
- Fissidens bryoides curnovii
- Fissidens grandifrons
- Fissidens rufulus
- Funaria attenuata
- Funaria fascicularis
- Grimmia crinita
- Harpanthuss scutatus
- Herzogiella striatella
- Homalia besseri
- Hygrohypnum alpinum
- Hygrohypnum smithii
- Hypnum bambergeri
- Hypnum hamulosum
- Hypnum sauteri
- Jamesoniella autumnalis
- Kurzia pauciflora
- Lophozia turbinata
- Lophozia capitata laxa
- Moerckia hibernica
- Orthothecium strictum
- Orthotrichum alpestre
- Peltolepis quadrata
- Phaeoceros laevis carolinianus
- Phascum curvicolle
- Porella cordaeana
- Pottia starckeana
- Rhabdoweisia crispata
- Riccia huebeneriana
- Saelania glaucescens
- Scapania curta
- Sphaerocarpos texanus
- Tayloria splachnoides
- Tetraplodon angustatus
- Thuidium angustifolium
- Tortula fragilis
- Tortula inermis
- Trematodon brevicollis

### Taxons vulnérables (VU)
- Acaulon triquetrum
- Aloina brevirostris
- Amblyodon dealbatus
- Amblystegium compactum
- Amblystegium fluviatile
- Amblystegium humile
- Amblystegium saxatile
- Anastrepta orcadensis
- Andreaea rothii falcata
- Andreaea crassinervia
- Andreaea frigida
- Andreaea heinemannii
- Andreaea rothii rothii
- Anomodon rostratus
- Aongstroemia longipes
- Arctoa fulvella
- Asterella gracilis
- Asterella saccata
- Athalamia hyalina
- Aulacomnium androgynum
- Barbilophozia atlantica
- Barbula bicolor
- Barbula cordata cordata
- Barbula ehrenbergii
- Barbula enderesii
- Barbula johansenii
- Barbula rigidula andreaeoides
- Barbula rigidula glauca
- Barbula rigidula verbana
- Barbula sinuosa
- Barbula vinealis cylindrica
- Barbula acuta icmadophila
- Barbula asperifolia
- Bartramia subulata
- Blasia pusilla
- Blindia caespiticia
- Brachythecium campestre
- Brachythecium latifolium
- Brachythecium trachypodium
- Braunia alopecura
- Brotherella lorentziana
- Bryoerythrophyllum recurvirostre alpigenum
- Bryum algovicum
- Bryum archangelicum
- Bryum arcticum
- Bryum argenteum veronense
- Bryum blindii
- Bryum funckii
- Bryum gemmiferum
- Bryum intermedium
- Bryum knowltonii
- Bryum radiculosum
- Bryum ruderale
- Bryum rutilans
- Bryum sauteri
- Bryum stirtonii
- Callicladium haldanianum
- Calliergon cordifolium
- Calliergon richardsonii
- Calypogeia sphagnicola
- Campylium elodes
- Campylopus oerstedianus
- Campylopus pilifer
- Catoscopium nigritum
- Cephalozia loitlesbergeri
- Cephalozia macrostachya
- Cephaloziella phyllacantha
- Cephaloziella arctica
- Cephaloziella elachista
- Cephaloziella grimsulana
- Cephaloziella integerrima
- Cephaloziella massalongi
- Cephaloziella stellulifera
- Cephaloziella subdentata
- Ceratodon purpureus conicus
- Cirriphyllum germanicum
- Cirriphyllum reichenbachianum
- Cladopodiella francisci
- Cnestrum alpestre
- Cnestrum schisti
- Cololejeunea rossettiana
- Corsinia coriandrina
- Crossidium aberrans
- Crossidium squamiferum
- Cryphaea heteromalla
- Cynodontium bruntonii bruntonii
- Cynodontium tenellum
- Dichelyma falcatum
- Dicranella howei
- Dicranella rufescens
- Dicranum spurium
- Ditrichum lineare
- Drepanocladus lycopodioides
- Drepanocladus pseudostramineus
- Entodon cladorrhizans schleicheri
- Ephemerum serratum
- Epipterygium tozeri
- Eurhynchium pumilum
- Fabronia ciliaris
- Fabronia pusilla
- Fissidens celticus
- Fissidens rivularis
- Fontinalis hypnoides
- Fontinalis squamosa
- Fossombronia incurva
- Fossombronia angulosa
- Fossombronia pusilla
- Fossombronia wondraczekii
- Frullania cesatiana
- Frullania inflata
- Grimmia apiculata
- Grimmia atrata
- Grimmia decipiens
- Grimmia elongata
- Grimmia teretinervis
- Gymnomitrion apiculatum
- Gymnomitrion obtusum
- Gymnostomum viridulum
- Habrodon perpusillus
- Haplohymenium triste
- Haplomitrium hookeri
- Harpalejeunea ovata
- Harpanthus flotovianus
- Hedwigia stellata
- Hygrobiella laxifolia
- Hygrohypnum alpestre
- Hygrohypnum eugyrium
- Hygrohypnum molle
- Hygrohypnum norvegicum
- Hygrohypnum ochraceum
- Hygrohypnum polare
- Hygrohypnum styriacum
- Hyophila involuta
- Hypnum cupressiforme imponens
- Hypnum cupressiforme ericetorum
- Hypnum fertile
- Jungermannia pumila
- Jungermannia borealis
- Jungermannia caespiticia
- Jungermannia exsertifolia cordifolia
- Jungermannia leiantha
- Jungermannia subelliptica
- Kurzia trichoclados
- Lejeunea lamacerina
- Leptodon smithii
- Leptodontium flexifolium
- Leptodontium styriacum
- Lophozia bicrenata
- Lophozia gillmanii
- Lophozia grandiretis
- Lophozia perssonii
- Mannia fragrans
- Mannia pilosa
- Mannia triandra
- Marchantia paleacea
- Marsupella adusta
- Marsupella alpina
- Marsupella boeckii
- Marsupella commutata
- Marsupella sparsifolia
- Mielichhoferia elongata
- Mielichhoferia mielichhoferiana
- Mylia taylorii
- Nardia breidleri
- Nardia insecta
- Neckera pumila
- Octodiceras fontanum
- Odontoschisma macounii
- Odontoschisma sphagni
- Oncophorus wahlenbergii
- Oreas martiana
- Oreoweisia torquescens
- Orthotrichum laevigatum
- Orthotrichum pulchellum
- Orthotrichum rogeri
- Orthotrichum tenellum
- Oxymitra incrassata
- Paludella squarrosa
- Philonotis arnellii
- Philonotis caespitosa
- Philonotis rigida
- Physcomitrium eurystomum
- Physcomitrium patens
- Plagiochasma rupestre
- Plagiochila britannica
- Plagiochila exigua
- Plagiothecium neckeroideum
- Plagiothecium piliferum
- Plagiothecium ruthei
- Pleuridium palustre
- Pleurochaete squarrosa
- Pleurocladula islandica
- Pohlia bulbifera
- Pohlia camptotrachela
- Pohlia lescuriana
- Pohlia muyldermansii
- Pohlia sphagnicola
- Pohlia vexans
- Polytrichum formosum decipiens
- Porella arboris-vitae
- Pottia heimii
- Pottia lanceolata
- Pseudobryum cinclidioides
- Pseudoleskeella tectorum
- Pterogonium gracile
- Pterygoneurum ovatum
- Pterygoneurum subsessile
- Ptychomitrium polyphyllum
- Racomitrium fasciculare
- Racomitrium microcarpum
- Reboulia hemisphaerica
- Rhabdoweisia crenulata
- Rhynchostegiella jacquinii
- Rhynchostegiella teesdalei
- Riccardia incurvata
- Riccardia chamaedryfolia
- Riccia warnstorfii
- Riccia breidleri
- Riccia ciliata
- Riccia ciliifera
- Riccia crozalsii
- Riccia fluitans
- Riccia gougetiana
- Riccia ligula
- Riccia michelii
- Riccia nigrella
- Riccia subbifurca
- Riccia trichocarpa
- Ricciocarpos natans
- Sauteria alpina
- Scapania helvetica
- Scapania apiculata
- Scapania calcicola
- Scapania compacta
- Scapania crassiretis
- Scapania hyperborea
- Scapania massalongi
- Scapania praetervisa
- Scapania scapanioides
- Scapania verrucosa
- Schistidium agassizii
- Schistidium flaccidum
- Schistostega pennata
- Scopelophila ligulata
- Scorpidium scorpioides
- Scorpiurium circinatum
- Seligeria austriaca
- Seligeria calcarea
- Seligeria oelandica
- Seligeria patula
- Sematophyllum demissum
- Sphagnum affine
- Sphagnum fimbriatum
- Sphagnum fuscum
- Sphagnum molle
- Sphagnum subfulvum
- Targionia hypophylla
- Tayloria acuminata
- Tayloria hornschuchii
- Tayloria lingulata
- Tayloria rudolphiana
- Tetraplodon mnioides
- Tetrodontium ovatum
- Tetrodontium repandum
- Timmia norvegica
- Timmiella anomala
- Tortella humilis
- Tortella nitida
- Tortula atrovirens
- Tortula brevissima
- Tortula caninervis spuria
- Tortula pagorum
- Tortula revolvens
- Trematodon ambiguus
- Ulota hutchinsiae
- Weissia condensa
- Weissia rostellata
- Weissia squarrosa
- Weissia triumphans
- Zygodon conoideus
- Zygodon gracilis
- Zygodon viridissimus rupestris

## Spermatophyta[6]

### Taxons en danger critique (CR)
- Adonis annua
- Allium rotundum
- Ammi majus
- Anagallis tenella
- Androsace maxima
- Anemone sylvestris
- Apium nodiflorum
- Apium repens
- Arabis scabra
- Aristolochia rotunda
- Asplenium billotii
- Asplenium foreziense
- Baldellia ranunculoides
- Ballota nigra
- Betula humilis
- Bidens radiata
- Botrychium lanceolatum
- Botrychium simplex
- Botrychium virginianum
- Bromus grossus
- Bryonia alba
- Bufonia paniculata
- Calamagrostis phragmitoides
- Callitriche obtusangula
- Camelina pilosa
- Cardamine matthioli
- Carex bohemica
- Carex depauperata
- Carex praecox
- Carpesium cernuum
- Carthamus lanatus
- Centaurea solstitialis
- Chenopodium opulifolium
- Chenopodium urbicum
- Chimaphila umbellata
- Cochlearia officinalis
- Coronopus squamatus
- Corrigiola litoralis
- Cyperus glomeratus
- Dactylorhiza maculata
- Draba incana
- Dracunculus vulgaris
- Elatine hexandra
- Elatine hydropiper
- Epilobium lanceolatum
- Epipactis placentina
- Erica vagans
- Euphorbia segetalis
- Filago minima
- Filago vulgaris
- Galium saxatile
- Gaudinia fragilis
- Gentiana campestris baltica
- Geranium bohemicum
- Gladiolus italicus
- Glaucium flavum
- Helianthemum salicifolium
- Holoschoenus romanus
- Holoschoenus vulgaris
- Hypochaeris glabra
- Iberis linifolia
- Juncus ambiguus
- Juncus capitatus
- Juncus sphaerocarpus
- Juncus stygius
- Juncus tenageia
- Knautia dipsacifolia sixtina
- Lathyrus hirsutus
- Lathyrus nissolia
- Lathyrus venetus
- Legousia hybrida
- Lolium remotum
- Lolium temulentum
- Ludwigia palustris
- Lythrum hyssopifolia
- Micropus erectus
- Micropyrum tenellum
- Moenchia mantica
- Myagrum perfoliatum
- Myosotis discolor
- Myosurus minimus
- Notholaena marantae
- Oenanthe lachenalii
- Orchis laxiflora
- Orchis papilionacea
- Orchis provincialis
- Orchis spitzelii
- Ornithopus perpusillus
- Orobanche picridis
- Orobanche ramosa
- Pilularia globulifera
- Polycnemum arvense
- Polygonum lapathifolium danubiale
- Potamogeton acutifolius
- Potamogeton obtusifolius
- Potamogeton trichoides
- Potentilla alpicola
- Potentilla leucopolitana
- Potentilla praecox
- Pulsatilla alpina austriaca
- Pulsatilla rubra
- Ranunculus rionii
- Ranunculus sardous
- Rumex maritimus
- Salix alpina
- Salix myrtilloides
- Salix phylicifolia
- Samolus valerandi
- Schoenoplectus supinus
- Schoenoplectus triqueter
- Scrophularia auriculata
- Sideritis montana
- Sison amomum
- Sisymbrium supinum
- Sium latifolium
- Stellaria palustris
- Trapa natans
- Trisetum cavanillesii
- Turgenia latifolia
- Umbilicus rupestris
- Utricularia ochroleuca
- Vaccaria hispanica
- Valerianella eriocarpa
- Veronica acinifolia
- Veronica anagalloides
- Vicia orobus
- Vicia pisiformis
- Viola pumila
- Vitis silvestris
- Vulpia bromoides
- Xeranthemum inapertum

### Taxon en danger (EN)
- Achillea collina
- Aconitum anthora
- Adenophora liliifolia
- Adonis flammea
- Aira elegantissima
- Alisma gramineum
- Allium suaveolens
- Alyssum alpestre
- Anagallis minima
- Androsace brevis
- Androsace villosa
- Anogramma leptophylla
- Anthemis triumfettii
- Anthyllis montana
- Apera interrupta
- Aphanes inexspectata
- Aquilegia einseleana
- Arabis auriculata
- Arabis nemorensis
- Armeria arenaria
- Artemisia nivalis
- Arum italicum
- Asperula arvensis
- Asperula tinctoria
- Atriplex prostrata
- Bidens cernua
- Biscutella cichoriifolia
- Blackstonia acuminata
- Bolboschoenus maritimus
- Bromus japonicus
- Bromus racemosus
- Bromus secalinus
- Bunias erucago
- Bupleurum rotundifolium
- Calamintha ascendens
- Calendula arvensis
- Calepina irregularis
- Calla palustris
- Campanula bertolae
- Campanula cervicaria
- Carex buxbaumii
- Carex heleonastes
- Carex norvegica
- Carex vaginata
- Carex vulpina
- Centaurea nemoralis
- Centaurea stoebe
- Cerastium arvense suffruticosum
- Cerastium austroalpinum
- Ceratophyllum submersum
- Chaerophyllum elegans
- Chenopodium murale
- Chenopodium strictum
- Chenopodium vulvaria
- Chondrilla chondrilloides
- Cicuta virosa
- Cirsium canum
- Cirsium montanum
- Cnidium silaifolium
- Crupina vulgaris
- Cuscuta cesatiana
- Cynosurus echinatus
- Cyperus longus
- Cytisus decumbens
- Dactylorhiza ochroleuca
- Daphne cneorum
- Deschampsia littoralis
- Diphasiastrum complanatum
- Diphasiastrum issleri
- Dorycnium herbaceum
- Draba ladina
- Drosera intermedia
- Eleocharis ovata
- Epilobium duriaei
- Epipactis rhodanensis
- Eriophorum gracile
- Erodium pilosum
- Eryngium campestre
- Erysimum hieraciifolium
- Euphorbia carniolica
- Euphorbia falcata
- Falcaria vulgaris
- Fritillaria meleagris
- Fumaria vaillantii
- Gagea pratensis
- Gagea villosa
- Galeopsis segetum
- Galium parisiense
- Galium tricornutum
- Gentiana amarella
- Gentiana anisodonta
- Gentiana pannonica
- Gentiana prostrata
- Geranium divaricatum
- Gladiolus imbricatus
- Gladiolus palustris
- Glyceria declinata
- Gypsophila muralis
- Hammarbya paludosa
- Hieracium bauhinii
- Hieracium caespitosum
- Hierochloe odorata
- Hottonia palustris
- Hydrocharis morsus-ranae
- Hyoscyamus niger
- Iberis amara
- Inula britannica
- Isopyrum thalictroides
- Juncus bulbosus
- Juncus castaneus
- Juncus squarrosus
- Lactuca saligna
- Laserpitium prutenicum
- Lathyrus bauhinii
- Leersia oryzoides
- Leontodon crispus
- Leonurus cardiaca
- Ligusticum lucidum
- Limosella aquatica
- Littorella uniflora
- Lomatogonium carinthiacum
- Lycopodium dubium
- Lycopus europaeus mollis
- Lythrum portula
- Marrubium vulgare
- Marsilea quadrifolia
- Melampyrum nemorosum
- Mentha pulegium
- Mercurialis ovata
- Minuartia hybrida
- Minuartia viscosa
- Montia fontana
- Montia fontana amporitana
- Muscari neglectum
- Myosotis rehsteineri
- Myriophyllum alterniflorum
- Myriophyllum heterophyllum
- Najas minor
- Nasturtium microphyllum
- Nepeta cataria
- Nepeta nuda
- Nigella arvensis
- Nuphar pumila
- Oenanthe aquatica
- Oenanthe fistulosa
- Oenanthe peucedanifolia
- Onosma helvetica
- Ophrys apifera botteronii
- Ophrys holosericea elatior
- Ophrys sphegodes
- Orchis coriophora
- Orobanche alsatica
- Orobanche bartlingii
- Orobanche lucorum
- Orobanche lutea
- Orobanche major
- Orobanche salviae
- Oxytropis neglecta
- Phleum paniculatum
- Pinguicula grandiflora
- Pisum sativum elatius
- Polycarpon tetraphyllum
- Polycnemum majus
- Polygala calcarea
- Potamogeton friesii
- Potamogeton gramineus
- Potamogeton helveticus
- Potamogeton plantagineus
- Potamogeton praelongus
- Potamogetonxangustifolius
- Potamogeton nitens
- Potentilla arenaria
- Potentilla inclinata
- Prunella laciniata
- Pseudostellaria europaea
- Pulsatilla vulgaris
- Ranunculus circinatus
- Ranunculus gramineus
- Ranunculus peltatus
- Ranunculus pygmaeus
- Ranunculus reptans
- Ranunculus seguieri
- Reseda phyteuma
- Rhynchospora fusca
- Rosa gallica
- Rosa mollis
- Rumex aquaticus
- Rumex hydrolapathum
- Sagina subulata
- Sagittaria sagittifolia
- Salix glabra
- Salix hegetschweileri
- Saponaria lutea
- Saxifraga bulbifera
- Saxifraga granulata
- Saxifraga hirculus
- Scandix pecten-veneris
- Schoenoplectus mucronatus
- Schoenoplectus pungens
- Scleranthus annuus verticillatus
- Senecio erraticus
- Serapias vomeracea
- Seseli montanum
- Setaria verticilliformis
- Silene gallica
- Silene italica
- Sonchus arvensis uliginosus
- Sorbus domestica
- Sparganium erectum microcarpum
- Sparganium erectum neglectum
- Sparganium minimum
- Stachys arvensis
- Stellaria longifolia
- Taraxacum ceratophorum
- Taraxacum dissectum
- Taraxacum fontanum
- Tephroseris capitata
- Tephroseris integrifolia
- Tephroseris tenuifolia
- Teucrium scordium
- Thalictrum morisonii
- Thalictrum simplex
- Thymelaea passerina
- Tragopogon pratensis minor
- Trifolium scabrum
- Trifolium striatum
- Trigonella monspeliaca
- Tulipa sylvestris
- Typha minima
- Utricularia bremii
- Utricularia intermedia
- Valeriana pratensis
- Valerianella rimosa
- Veratrum nigrum
- Verbascum blattaria
- Verbascum phlomoides
- Verbascum pulverulentum
- Veronica austriaca
- Veronica catenata
- Veronica prostrata scheereri
- Vicia lathyroides
- Viola elatior
- Viola persicifolia
- Woodsia pulchella
- Equisetumxtrachyodon
- Potamogeton polygonifolius
- Verbascum chaixii
- Veronica prostrata

### Taxons vulnérables (VU)
- Aceras anthropophorum
- Achillea clavennae
- Aconitum variegatum
- Acorus calamus
- Adiantum capillus-veneris
- Adonis aestivalis
- Adonis vernalis
- Agrimonia procera
- Agrostemma githago
- Aira caryophyllea
- Alisma lanceolatum
- Allium angulosum
- Allium lineare
- Allium scorodoprasum
- Alopecurus aequalis
- Alopecurus geniculatus
- Alyssum montanum
- Anacamptis pyramidalis
- Androsace septentrionalis
- Anthemis arvensis
- Anthemis cotula
- Anthriscus caucalis
- Anthriscus cerefolium
- Anthyllis vulneraria polyphylla
- Arabis collina
- Arabis sagittata
- Arctium minus pubens
- Arenaria bernensis
- Arenaria grandiflora
- Aristolochia clematitis
- Artemisia borealis
- Asparagus tenuifolius
- Asphodelus albus
- Asplenium cuneifolium
- Astragalus depressus
- Betula nana
- Blackstonia perfoliata
- Brachypodium rupestre
- Brassica rapa campestris
- Bromus arvensis
- Bromus commutatus
- Bupleurum longifolium
- Bupleurum ranunculoides caricinum
- Butomus umbellatus
- Calamagrostis canescens
- Callianthemum coriandrifolium
- Callitriche hamulata
- Camelina microcarpa
- Camelina sativa
- Campanula bononiensis
- Campanula glomerata farinosa
- Cardamine asarifolia
- Cardamine palustris
- Cardamine trifolia
- Carex atrofusca
- Carex austroalpina
- Carex baldensis
- Carex chordorrhiza
- Carex diandra
- Carex fimbriata
- Carex hartmanii
- Carex juncella
- Carex maritima
- Carex microglochin
- Carex otrubae
- Carex pseudocyperus
- Carex riparia
- Catabrosa aquatica
- Caucalis platycarpos
- Centaurea maculosa
- Centaurea pseudophrygia
- Centaurea rhaetica
- Centaurea splendens
- Centaurium pulchellum
- Cephalaria alpina
- Cerastium brachypetalum tenoreanum
- Cerastium glutinosum
- Ceratophyllum demersum
- Chamaecytisus supinus
- Chenopodium botrys
- Cirsium tuberosum
- Cistus salviifolius
- Cleistogenes serotina
- Clypeola jonthlaspi
- Cochlearia pyrenaica
- Conium maculatum
- Consolida regalis
- Coronilla minima
- Crepis foetida
- Crepis froelichiana
- Crepis praemorsa
- Crepis tectorum
- Cruciata pedemontana
- Cucubalus baccifer
- Cynoglossum germanicum
- Cynoglossum officinale
- Cyperus flavescens
- Cyperus fuscus
- Cypripedium calceolus
- Cytisus emeriflorus
- Dactylis polygama
- Dactylorhiza cruenta
- Dactylorhiza savogiensis
- Danthonia alpina
- Dianthus gratianopolitanus
- Dictamnus albus
- Dipsacus pilosus
- Doronicum pardalianches
- Dorycnium germanicum
- Draba muralis
- Draba nemorosa
- Dracocephalum austriacum
- Drosera anglica
- Droseraxobovata
- Dryopteris cristata
- Echinops sphaerocephalus
- Eleocharis acicularis
- Eleocharis mamillata
- Empetrum nigrum
- Ephedra helvetica
- Epipactis helleborine distans
- Eruca sativa
- Eryngium alpinum
- Erysimum ochroleucum
- Erythronium dens-canis
- Euphorbia palustris
- Euphrasia drosocalyx
- Festuca stenantha
- Festuca ticinensis
- Filago arvensis
- Filipendula vulgaris
- Fragaria moschata
- Fumaria capreolata
- Fumaria schleicheri
- Gagea minima
- Gagea saxatilis
- Galeopsis bifida
- Galeopsis speciosa
- Galium glaucum
- Galium triflorum
- Genista pilosa
- Gentiana alpina
- Gentiana cruciata
- Gentiana insubrica
- Gentiana pneumonanthe
- Geranium lucidum
- Glyceria maxima
- Gnaphalium luteoalbum
- Gratiola officinalis
- Helianthemum apenninum
- Helianthemum canum
- Heliotropium europaeum
- Heracleum austriacum
- Heteropogon contortus
- Hieracium alpicola
- Hieracium racemosum
- Himantoglossum hircinum
- Hugueninia tanacetifolia
- Hydrocotyle vulgaris
- Hymenolobus pauciflorus
- Hypericum coris
- Hypericum pulchrum
- Hypericum richeri
- Iberis saxatilis
- Inula helvetica
- Inula hirta
- Inula spiraeifolia
- Iris graminea
- Iris sibirica
- Isoëtes lacustris
- Isolepis setacea
- Juncus arcticus
- Kickxia elatine
- Kickxia spuria
- Knautia purpurea
- Knautia transalpina
- Lactuca viminea
- Lactuca virosa
- Lamium hybridum
- Lappula deflexa
- Lathyrus palustris
- Lathyrus sphaericus
- Lathyrus tuberosus
- Legousia speculum-veneris
- Leontodon incanus tenuiflorus
- Leucojum aestivum
- Lilium bulbiferum
- Linaria alpina petraea
- Linaria repens
- Linum austriacum
- Liparis loeselii
- Lolium rigidum
- Lomelosia graminifolia
- Lonicera etrusca
- Lycopodiella inundata
- Lysimachia thyrsiflora
- Malaxis monophyllos
- Matteuccia struthiopteris
- Matthiola valesiaca
- Melampyrum arvense
- Melica transsilvanica
- Minuartia capillacea
- Minuartia cherlerioides rionii
- Misopates orontium
- Murbeckiella pinnatifida
- Muscari botryoides
- Myosotis cespitosa
- Najas marina
- Narcissusxverbanensis
- Neslia paniculata
- Nymphoides peltata
- Odontites vernus
- Odontites viscosus
- Odontites vulgaris
- Onopordum acanthium
- Ophioglossum vulgatum
- Ophrys apifera
- Ophrys araneola
- Ophrys holoserica
- Orchis palustris
- Orchis purpurea
- Orchis simia
- Orchis tridentata
- Orlaya grandiflora
- Ornithogalum gussonei
- Ornithogalum nutans
- Orobanche gracilis
- Orobanche laevis
- Orobanche purpurea
- Osmunda regalis
- Oxytropis campestris tyroliensis
- Oxytropis fetida
- Paeonia officinalis
- Papaver argemone
- Papaver hybridum
- Papaver occidentale
- Papaver sendtneri
- Pedicularis aspleniifolia
- Pedicularis gyroflexa
- Pedicularis sylvatica
- Peucedanum carvifolia
- Peucedanum rablense
- Peucedanum venetum
- Phyteuma humile
- Phyteuma scorzonerifolium
- Picris echioides
- Poa badensis
- Poa remota
- Poa trivialis sylvicola
- Potamogeton filiformis
- Potamogeton nodosus
- Potamogeton pusillus
- Potentilla alba
- Potentilla cinerea
- Potentilla grammopetala
- Potentilla heptaphylla
- Potentilla multifida
- Potentilla nivea
- Potentilla thuringiaca
- Primula daonensis
- Primula glutinosa
- Primula halleri
- Pteris cretica
- Puccinellia distans
- Pulmonaria helvetica
- Pulmonaria montana jurana
- Pulsatilla halleri
- Pyrola chlorantha
- Pyrus nivalis
- Ranunculus aquatilis
- Ranunculus arvensis
- Ranunculus lingua
- Ranunculus sceleratus
- Rapistrum rugosum
- Reseda luteola
- Rhamnus saxatilis
- Rhinanthus angustifolius
- Rhinanthus antiquus
- Rorippa amphibia
- Rorippa pyrenaica
- Rorippaxanceps
- Rosa chavinii
- Rosa majalis
- Rosa obtusifolia
- Rosa rhaetica
- Rosa stylosa
- Rubia tinctorum
- Rumex pulcher
- Ruta graveolens
- Sagina apetala
- Sagina glabra
- Sagina nodosa
- Salix apennina
- Salix laggeri
- Saussurea alpina depressa
- Saxifraga cernua
- Saxifraga retusa
- Scheuchzeria palustris
- Schoenoplectus tabernaemontani
- Scleranthus annuus
- Scleranthus annuus polycarpos
- Sedum rubens
- Sedum villosum
- Selinum carvifolia
- Sempervivum grandiflorum
- Senecio sylvaticus
- Seseli annuum
- Sesleria sphaerocephala
- Sideritis hyssopifolia
- Silene noctiflora
- Silene saxifraga
- Silene vallesia
- Sisymbrium strictissimum
- Solanum luteum
- Sorbus latifolia
- Sparganium emersum
- Spergula arvensis
- Spiranthes aestivalis
- Stachys alopecuros
- Stachys annua
- Stachys germanica
- Stachys officinalis serotina
- Stachys recta grandiflora
- Staphylea pinnata
- Stellaria holostea
- Stellaria pallida
- Symphytum bulbosum
- Taraxacum pacheri
- Telephium imperati
- Tephroseris helenitis
- Thalictrum alpinum
- Thalictrum flavum
- Thelypteris palustris
- Thesium linophyllon
- Thesium rostratum
- Thlaspi alliaceum
- Thlaspi rotundifolium corymbosum
- Thlaspi sylvium
- Thlaspi virens
- Torilis arvensis
- Tragus racemosus
- Trientalis europaea
- Trifolium fragiferum
- Trifolium ochroleucon
- Trifolium patens
- Trifolium repens prostratum
- Trifolium saxatile
- Trifolium spadiceum
- Trinia glauca
- Trochiscanthes nodiflora
- Tulipa sylvestris australis
- Typha shuttleworthii
- Utricularia minor
- Utricularia vulgaris
- Vaccinium microcarpum
- Valeriana saliunca
- Valeriana saxatilis
- Valeriana wallrothii
- Valerianella dentata
- Veratrum album
- Veronica dillenii
- Veronica scutellata
- Veronica triphyllos
- Vicia sativa cordata
- Vicia villosa
- Vicia villosa varia
- Viola alba scotophylla
- Viola kitaibeliana
- Woodsia ilvensis
- Zannichellia palustris
- Aethionema saxatile
- Onosma pseudoarenaria